# Green Green
Green Green (グリーングリーン?) è un anime di 13 episodi del 2003, adattamento di un videogioco hentai per PC. La serie animata è ricca di fan service e stereotipi relativi agli otaku giapponesi, e non presenta alcuna scena hentai originale.

## Trama
Dal momento che l'istituto superiore Kanenone Gakuen sta per unirsi con un istituto femminile, la direzione scolastica ha pensato che per l'estate alcune studentesse campione vengano trasferite momentaneamente nell'edificio per sperimentare la convivenza tra i due gruppi.
Mentre le ragazze si dimostrano distaccate, i ragazzi non vedono l'ora dell'arrivo del gruppo, in particolare il trio dei giovani arrapati composto da Tadatomo Ijūin, Hikaru Ichiban-Boshi e Tenjin che architettano di tutto per poter avere un "incontro ravvicinato" con il gentil sesso.
Ma tra le ragazze, Midori Chitose si comporta subito come se fosse la ragazza di Yuusuke Takazaki, che invece sembra non riconoscerla. Midori afferma che si conoscono da molto tempo e si erano promessi di restare sempre insieme, nonostante il fato avverso. Così tra uno scandalo sessuale e l'altro Yuusuke è costretto a fronteggiare la strana situazione che viene a crearsi con questa ragazza e le sue amiche e nel frattempo riparare ai problemi creati dai suoi compagni.
Alla fine, Yuusuke inizia a ricordare il passato e Reika, così, gli spiega come stanno le cose. Reika non è altri che una manifestazione del "destino" che controlla cosa accadrà a Midori e Yuusuke, che ad esso non si sono mai rassegnati. Yuusuke e Midori, in realtà, erano innamorati nella loro vita precedente, ma la loro storia non è mai riuscita ad avere un lieto fine con il loro matrimonio, così si ripromisero di stare insieme nella vita successiva e si suicidarono entrambi. Midori e Yuusuke, alla fine, sono rinati, ma ad un millennio di distanza, Midori è nata nel trentunesimo secolo e, una volta riacquisiti i ricordi, è tornata indietro per poter stare con lui.
Yuusuke ricomincia ad uscire con Midori, ma i suoi amici gli fanno notare che è una persona completamente diversa dall'amico che loro conoscevano. Così Yuusuke capisce che ci sono due versioni di sé, quella della sua vita precedente, innamorato di Midori, e quello attuale, conosciuto dai suoi amici. Yuusuke dice a Midori di non poter stare con lei perché è troppo confuso e non riesce a capire chi lui sia davvero, perché non è la stessa persona, avendo vissuto in un'era completamente diversa e vissuto in modo molto differente. Dice, quindi, a Midori che dovrebbe tornare nel suo tempo, altrimenti le cose finiranno male e non c'è alcuna certezza che il loro destino non sarà tragico come in passato. Midori, in lacrime, gli urla di non poter tornare indietro, perché ha fatto un viaggio di sola andata, e scappa nel bosco durante una tempesta di pioggia e Yuusuke, preoccupato, cerca di raggiungerla.
Quando Midori rischia di cadere da una roccia piuttosto alta, Yuusuke si getta su di lei e subisce l'urto della caduta al posto suo, restando gravemente ferito e cadendo in uno stato comatoso. Midori, disperata, usa la sua energia vitale per cercare di far riprendere Yuusuke. Reika l'avvisa che sta usando tutta l'energia impiegata per il viaggio temporale e che, se lo fa, non potrà più restare nel passato e rischierà di morire. Midori dice che è sua responsabilità curare Yuusuke, feritosi per proteggerla, e così lo fa. Reika prende Midori, esausta, e deve riportarla nel suo tempo per farla riprendere, senza possibilità che possa fare un altro viaggio. Yuusuke è molto triste, ma Midori gli dice che attraverso la sua energia vitale una parte di lei vivrà per sempre con lui e che i ricordi creati insieme a lui durante il suo viaggio nel passato le resteranno per sempre. Yuusuke e Midori si baciano e Yuusuke, mentre Midori e Reika scompaiono partendo nel viaggio attraverso il tempo, giura che non la dimenticherà mai.
Tutti, così, si dimenticano di Midori e di ciò che la riguardava, eccetto Yuusuke. Futaba e Yuusuke si danno l'arrivederci, in quanto mesi dopo le loro scuole si sarebbero unite, lasciando intendere che tra loro nascerà qualcosa.
Nell'OAV ambientato sei mesi dopo la fine della serie, Yuusuke e Futaba si mettono insieme dopo essere stati incoraggiati in sogno da Midori che, nonostante non fosse più fisicamente viva, è rimasta in contatto con loro tramite Yuusuke.

## Personaggi

### Ragazzi
- Yuusuke Takazaki - tipico personaggio principale di questo tipo di anime. Amichevole, ligio alle regole e mite, è circondato da amici molto interessati al sesso debole (veri e propri pervertiti) che lo mettono costantemente in difficoltà con le ragazze. Non ricorda Midori Chitose, che invece afferma di conoscerlo da tempo.
- Tadatomo Ijūin, AKA Bacchi-Gu - il capo del trio dei pervertiti, amici di Yuusuke, è attratto dalla professoressa del gruppo femminile, anche se non disdegna il resto della compagnia. È in assoluto il più pervertito dei tre (beve l'acqua della vasca dove hanno appena fatto il bagno le ragazze, indossa vesti femminili, ecc).
- Hikaru Ichiban-Boshi - traducibile in "la stella più luccicante", utilizza un manuale di approccio con il gentil sesso, ma fallisce ogni tentativo.
- Taizou Tenjin - ha la strana perversione di voler essere chiamato "fratello maggiore" dalla sua conquista e quindi mangiare quanto più riso possibile annusando questa povera sfortunata. Ogni volta che incontra Sanae Minami la spaventa con questi assurdi comportamenti e non fa altro che allontanarla.

### Ragazze
- Midori Chitose - afferma di conoscere Yuusuke da molto tempo e che è destinata a stargli sempre accanto. La ragazza deve fronteggiare l'amnesia totale che il ragazzo ha nei suoi confronti e il pessimismo di Reika Morimura, che le ricorda che il fato è contro di lei.
- Reika Morimura - sembra conoscere il segreto di Midori e Yuusuke anche se è particolarmente pessimista riguardo al piano della sua amica.
- Futaba Kutsuki - Futaba è una ragazza fredda e distaccata. Durante la serie è quella che si scontra con i ragazzi per proteggere le sue amiche, ma con Yuusuke qualcosa nel suo carattere cambia rivelando una parte nascosta di sé. Ha il potere di percepire la presenza di entità maligne o i fantasmi.
- Wakaba Kutsuki - sorella di Futaba, il suo potere sembra derivare da una pianta grassa con cui parla costantemente.
- Sanae Minami - è particolarmente debole e timida, dimostrando meno anni delle sue compagne. Tenjin, per la sua perversione, si invaghisce di lei e fa di tutto per poter mangiare riso in sua compagnia.
- Chigusa Iino - accompagnatrice del gruppo femminile.

## Sigle
- Apertura: Guri Guri di Hiromi Satō
- Chiusura: Aozora di YURIA

## Episodi
| Nº  | Giapponese 「Kanji」 - Rōmaji                                     | In onda           | In onda |
| Nº  | Giapponese 「Kanji」 - Rōmaji                                     | Giapponese        |         |
| 1   | 「山奥でどっきどき」 - Yamaoku de dokki doki                      | 12 luglio 2003    |         |
| 2   | 「露天風呂ですってんころりん」 - Rotenburo de suttenkorori n      | 19 luglio 2003    |         |
| 3   | 「森の中でどっこいしょ」 - Mori no naka de dokkoisho              | 26 luglio 2003    |         |
| 4   | 「女子寮でてんてこまい」 - Joshi ryō ni tentekomai                | 2 agosto 2003     |         |
| 5   | 「保健室でばったんきゅー」 - Hoken shitsu de batan kyu-           | 9 agosto 2003     |         |
| 6   | 「体育倉庫であっちっち」 - Taiiku sōko de acchicchi               | 16 agosto 2003    |         |
| 7   | 「プールサイドでびっしょびしょ」 - PUURUSAIDO de bisshobisho      | 23 agosto 2003    |         |
| 8   | 「朝風呂ですったもんだ」 - Asaburo de suttamonda                  | 30 agosto 2003    |         |
| 9   | 「肝試しですたこらさっさ」 - Kimotameshi de sutakora sassa        | 6 settembre 2003  |         |
| 10  | 「図書室でどったんばったん」 - Toshoshitsu de dotta n batta n     | 13 settembre 2003 |         |
| 11  | 「運命にふにゃふにゃ」 - Unmei ni funyafunya                      | 20 settembre 2003 |         |
| 12  | 「鐘ノ音にサヨウナラ」 - Kanenone ni SAYOUNARA                    | 27 settembre 2003 |         |
| OAV | 「グリーングリーン エロリューションズ」 - Gurīngurīn eroryūshonzu | 28 maggio 2004    |         |